# 軌間
軌間（きかん）は、鉄道の線路を構成する左右の軌条（レール）の間隔である。ゲージ（英語: Gauge）ともいう。軌条には幅があるため、軌条頭部の内側の最短距離と規定される（詳しくは後述）。
軌間は鉄道の機能・能力に関わる重要な要素であり、また軌間の異なる鉄道の間では通常は直通運転は不可能である。世界で最も普及している軌間は1435 mm（4フィート8 1/2インチ）で、標準軌と呼ばれる。標準軌より広い軌間を広軌、狭いものを狭軌と呼ぶ。日本で多い狭軌は、在来線でよく使われる1067 mmである。軌間を変更することは改軌と呼ばれる。しかし、改軌は周辺のものに大きく影響があり費用も莫大なため、余程の理由がない限り行われない。
曲線部では、車輪のすべてが、曲線の中心を向くことができないのと、車輪のフランジが軌条に接触することなく走行できるようにするため、内側の軌条を曲心側に若干広げて、軌条の間隔を所定の軌間より広げて車輪を円滑に走行できるようにしており、この拡幅をスラック（拡度）と呼んでいる。曲線半径が600 m以下の場合において設けられるが、その設定幅は曲線半径、台車の固定軸距、軌間などの数値や実験値等から計算され、曲線半径のランクにより5 mm刻みに設定されており、大きな値をとってしまうと脱線の危険が生まれてしまうため、最大値で30 mmとしている。また、曲線半径が600 m以上においても2 mm以下のスラックが設けられる場合がある。

## 定義
軌間の正確な定義には、レールの頭部上面から一定の長さだけ下がった位置での左右のレール内側面の距離とするものと、上面から一定の範囲内でのレール内面の最短距離とするものがあり、国や地域などによって若干の差異がある。
- 日本 - レール上面から鉛直方向に16 mm以内の最短内面距離[1]。
- アメリカ合衆国（アメリカ鉄道技術協会） - レール上面から15.875 mm（5/8インチ）下がった位置での内面距離[3]。
- スペイン - レール上面から14.5 mm(±5 mm)下の位置での内面距離[4]。

19世紀後半のフランスとイタリアでは、レール中心の間隔を基準として定めていた。この場合軌間はレールの幅によって変わってしまうことになる。

## 歴史

### 標準軌の起源とゲージ戦争

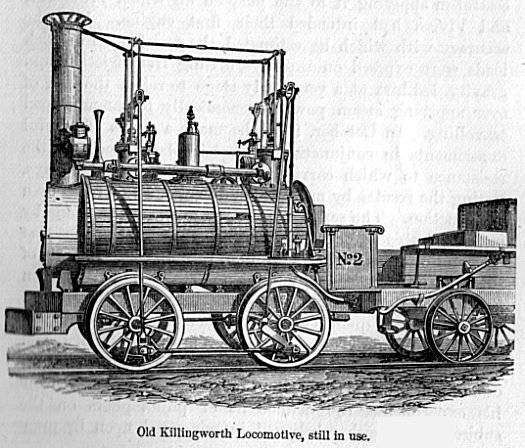
キリングワースの機関車

現代において標準軌とされる4フィート8.5インチ軌間の起源は、イングランド北東部のキリングワース炭鉱の馬車鉄道で用いられていた4フィート8インチ軌間である。なおキリングワースの車輪間隔の起源をさらに古代ローマの馬車にまで遡ることができるとする説もあったが後に否定されている。1814年、ジョージ・スティーヴンソンがこの炭鉱鉄道のために蒸気機関車を製造した。スティーブンソンはその後他の炭鉱向けにも機関車を製造し、1823年にはロバート・スチーブンソン・アンド・カンパニーを設立したが、ここで製造された機関車も同じ軌間で設計されていた。スティーブンソンは、各地の鉄道で同じ軌間を使ったほうが機関車や諸設備の量産に都合がよく、また将来これらの鉄道が相互に接続された時にも便利であると考えていた。1825年にストックトン・アンド・ダーリントン鉄道で公共用の鉄道として初めて蒸気機関車が使われ、1830年には世界初の蒸気機関車による旅客用鉄道であるリバプール・アンド・マンチェスター鉄道が開業した。これらの鉄道でもスティーブンソンの機関車が用いられた。ただし、軌間はこの途中のいずれかの段階で半インチ拡大されて4フィート8.5インチとなっている。
その後もスティーヴンソンらの関わった鉄道では4フィート8 1/2インチ軌間が採用されたが、蒸気機関車を用いた鉄道で馬車由来の軌間を用いる必然性はなく、より広い軌間のほうがよいと考える技術者も多かった。代表的な例がイザムバード・キングダム・ブルネルであり、グレート・ウェスタン鉄道において7フィート1/4インチ（2140 mm）という広軌を採用した。ブルネルは、グレート・ウェスタン鉄道がスティーヴンソンの4フィート8 1/2インチ軌間の鉄道と接続する必要はないとして、異なる軌間でも特に問題はないと考えていた。ブルネルほど極端ではないにしろ、1830年代から40年代には5フィートから6フィート程度の様々な広軌鉄道が現れており、イングランドでもグレート・ウェスタン鉄道に追従して1836年にイースタンカウンティー鉄道が7フィート1/4インチ軌間にしようと試みたが技師長のブレイスウェストによって5フィート軌間を勧められどちらとも違う軌間を始めた（後に標準軌に改軌）。

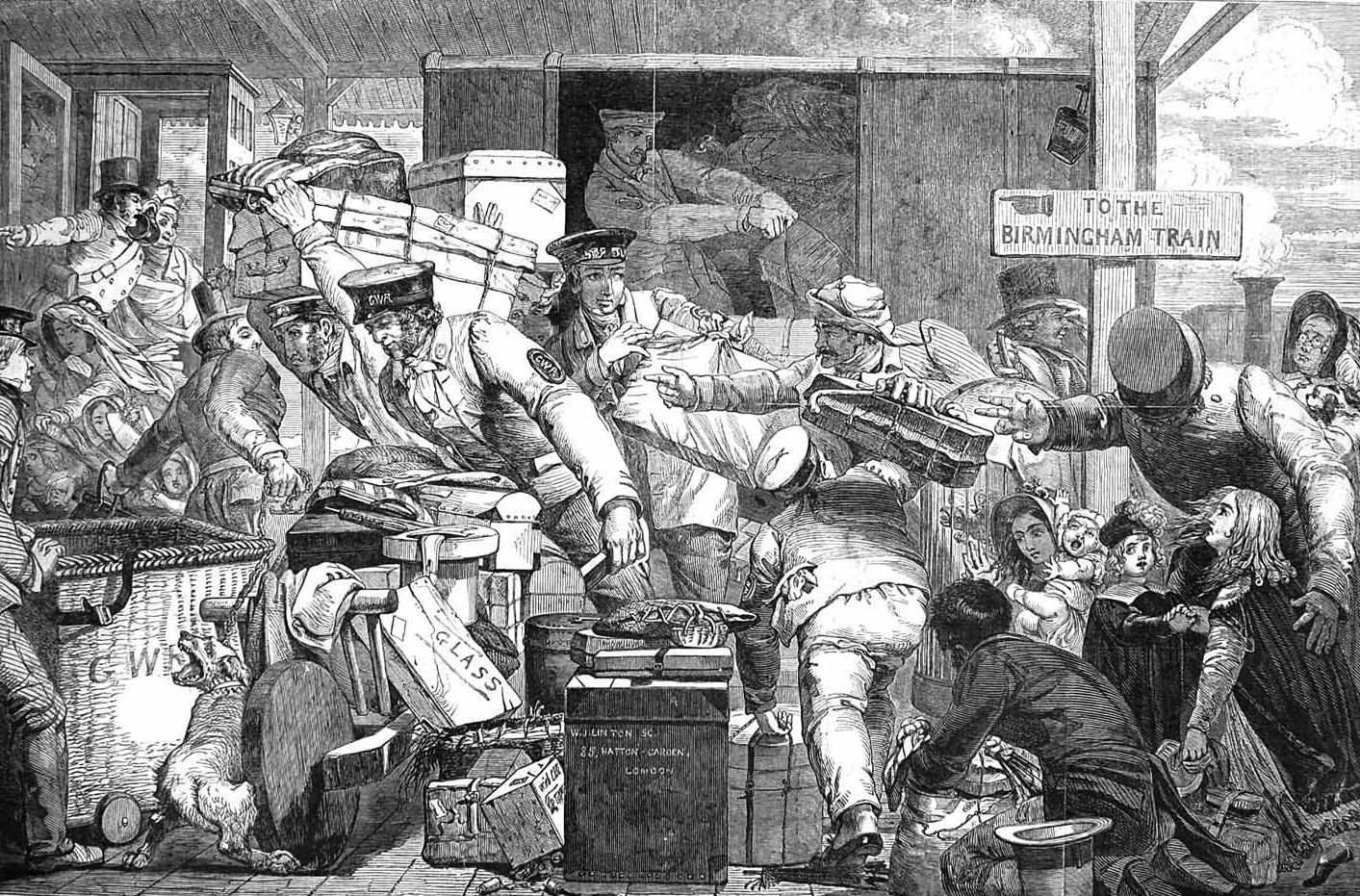
グロスターでの乗り換えを風刺した絵

ただし、こうした異なる軌間が路線を拡大した結果1844年にグロスターにおいて4フィート8 1/2インチ軌間と7フィート1/4インチ軌間の鉄道ははじめて接し、これにより軌間が異なると直通運転ができないという弊害が顕在化した。軌間をどちらに統一すべきかは「ゲージ戦争(Battle of the gauges)」と呼ばれる激しい論争となった。1845年、王立委員会は広軌の技術的な優位は認めつつ、その差はわずかであり、路線長の長い4フィート8 1/2インチ軌間に統一するのが好ましいと勧告した。翌1846年に制定された軌間法により、グレートブリテン島の新規路線は原則として4フィート8 1/2インチの軌間で建設されることになった。
この規定はスコットランド（5フィート6インチ軌間の「アブローズ～フォーファー」の路線が先行して施設されていた）にも適用され、安全上などの理由で広軌を求める声もあったが陸続きである以上4フィート8.5インチ軌間を受け入れることになった。ただし、アイルランドの鉄道は、グレートブリテン島とは海で隔てられているため共通の軌間を用いる必要はないとして、5フィート3インチ(1600 mm)が標準とされた。（時系列的に少々戻るがアイルランドは1834年に軌間4フィート8 1/2インチで最初の鉄道が施設、その後ダブリンとベルファスト間で本格的に施設する際もっと広軌にするべきだと6フィート2インチか5フィート2インチかで揉めて最終的に5フィート3インチで妥協され、1846年の軌間法で追認された。）

### 標準軌と広軌の普及
大陸ヨーロッパではイギリスと比べ鉄道の建設や運営に政府の関与が強く、軌間の選択に関しても最初に政府が決定した例が多い。このとき最も多く選ばれたのはスティーヴンソンの1435 mm軌間であるが、オランダ、バーデン大公国、ロシア帝国、スペイン、ポルトガルの各国ではそれぞれ広軌（5～6フィート前後）が採用された。これは広軌のほうが技術的には優れているという見解に基づくものであった。オランダとバーデンでは後に周辺国に合わせて1435 mmに改軌したが、ロシアとイベリア半島の軌間はそのまま現代に至っている。
アメリカ合衆国では、1830年代から40年代にかけて、民間の鉄道会社により多くの鉄道が開業した。これらの鉄道は、港と内陸を結ぶことが主目的で相互の接続が軽視されたこともあり、4フィート8 1/2インチの他にも様々な広軌が採用された。これが1860年代頃までには、北東部では4フィート8.5インチ、南部では5フィート、ニュージャージー州とオハイオ州では4フィート10インチのように地域的に統合され、さらに1863年に大陸横断鉄道の軌間が4フィート8 1/2インチとされたことがきっかけとなって、全国的に4フィート8 1/2インチに統一された。
カナダでは、1851年に5フィート6インチを標準とする法律が制定されたが、1870年に廃止され、アメリカ合衆国との直通の必要から4フィート8 1/2インチに改軌された。
英領インドでは、最初のカルカッタ周辺は4フィート8 1/2インチ軌間で始まったが、1851年以降ダルハウジー侯爵ジェイムズ・ラムゼイ総督により5フィート6インチ軌間が標準とされた。ダルハウジーはイギリスの経験から最初に軌間などの規格を統一しておくことが重要であると考えていたが、インドはイギリス本土と直通するわけではないので独自に最良を選ぶべきだとして4フィート8 1/2インチがイギリスで統一されたのは「あくまで一地方の状況から偶然できたもので鉄道のベストとは限らない」としたが、ブルネルの7フィート1/4インチも大きすぎると考えたのか「この間に最良のものがある」と自身は6フィートを主張した（連続急勾配対策やハリケーン対策などの意味があったとも言われる）が4フィート8 1/2インチ組と話し合った結果5フィート6インチでまとまった。
オーストラリアでは後の各州に相当する各植民地が独自に鉄道建設を行なった結果、最初（1850年）のサウスオーストラリア州は4フィート8 1/2インチ、次（1852年）にニューサウスウェールズ州はアイルランド式の5フィート3インチでビクトリア州と前述のサウスオーストラリア州もこれに合わせ改軌。しかしニューサウスウェールズの技師長がアイルランド人からスコットランド人に変わると今度は4フィート8 1/2インチになる（ビクトリア・サウスオーストラリアは変更せず）など混乱が続き、1870年代の狭軌ブームの時代もあって1067 mmの州も加わるなど、州ごとにゲージが分断されたまま発展が続いて現在に至っている。
ラテンアメリカ各地の鉄道の軌間は建設の始まった時期により異なり、1837年から1851年までの6例ではすべて1435 mm軌間、1854年から1863年までの6例はすべて広軌である。1865年にウルグアイが1435 mm軌間を採用したのを挟んで、以後はもっぱら狭軌となる。

### 狭軌鉄道の流行

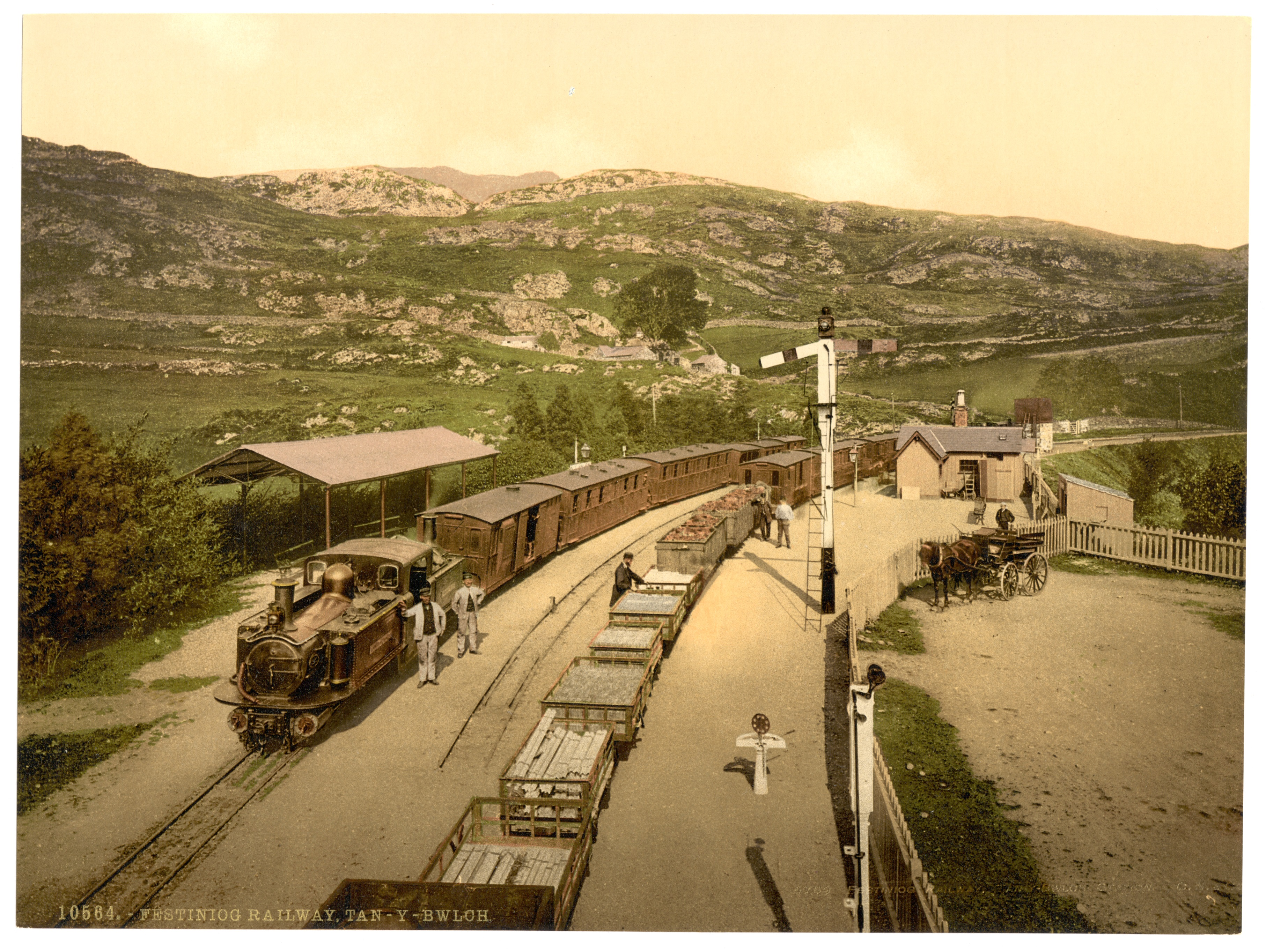
フェステニオグ鉄道（1900年頃）

馬車由来の軌間より意図的に狭い軌間を使った初期の例としては、1836年開業のウェールズのフェステニオグ鉄道の1フィート11 1/2インチ(597 mm)がある。ただし当時はこうした狭軌鉄道では蒸気機関車を用いることはできなかった。
1860年ごろからは、狭軌でも実用的な蒸気機関車が製造可能になった。ノルウェーのカール・アブラハム・ピルは、同国西部での鉄道の建設にあたり、3フィート6インチ(1067 mm)軌間がコストと能力のバランスのとれた理想的な軌間であるとした。ピルはイギリスで技術教育を受けており、その見解はチャールズ・フォックスをはじめとするイギリスの技術者たちにも支持された。さらに1865年ごろからは、フェステニオグ鉄道の技術者チャールズ・イーストン・スプーナーやイギリス商務省のヘンリー・タイラーらによって、3フィート(914 mm)や2フィート6インチ(762 mm)の軽便鉄道のアイデアが提唱された。スプーナーらは、従来の標準軌や広軌の鉄道は無駄が多く、狭軌の軽便鉄道こそが将来の鉄道にふさわしいと主張した。
1860年代後半から1880年代にかけては、フォックスやその影響を受けたイギリス人を中心とする技術者の指導により、アジア、アフリカ、ラテンアメリカなどの鉄道未開業地域において1067 mmや1000 mm、914 mmなどの軌間での鉄道建設が相次いだ。1872年に開業した日本の鉄道が1067 mm軌間を採用したのもその一例である。またケープ植民地（南アフリカ）やニュージーランドでは、一旦標準軌での鉄道建設が始まっていたものが、狭軌に切り替えられている。タイやインドネシアでは、先行していた標準軌鉄道とは別に狭軌の鉄道が建設され、その後長い時間をかけて狭軌に統一された。
インドとオーストラリアでは、すでに広軌や標準軌の鉄道網がある程度発達していたにもかかわらず、狭軌の鉄道も並行して建設されるようになった。このため複数の軌間が混在する状況が生じ、21世紀に至っても完全には解消されていない。
すでに標準軌の普及していたヨーロッパや北アメリカでも、標準軌路線を作るほどの需要のない地域での軽便鉄道の規格として狭軌は広く用いられた。

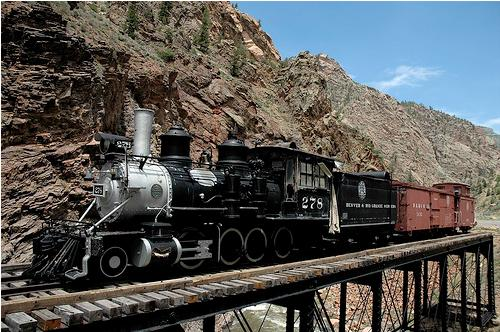
デンバー・アンド・リオグランデ鉄道の狭軌車両

アメリカ合衆国では、1871年に3フィート軌間のデンバー・アンド・リオグランデ鉄道の最初の区間が開通した。1872年には第1回全米狭軌鉄道会議(National Narrow-Gauge Railway Convention)が開催され、3フィート軌間がアメリカにおける狭軌の統一規格として合意されるとともに、標準軌鉄道に代わって狭軌の幹線鉄道網を築くという野心的な計画も示された。
しかし、狭軌鉄道がある程度普及してくると、狭軌は従来主張されていたほど経済的ではないことが明らかとなった。オーストラリア・クイーンズランド植民地の鉄道の建設費は当初予算を40 %も超過した。またアメリカ合衆国の狭軌鉄道会社でも、1880年代には標準軌鉄道との積み換えを避けるための改軌が相次いだ。アメリカ合衆国のアーサー・M・ウェリントンは1887年の著書で、狭軌鉄道の利点とされていた建設費の安さや曲線通過性能は、実際には軌間にほとんど依存せず、ランニングコストはかえって高くなってしまうと述べた。狭軌を使う意味のあるのは、車体サイズなどを小さくした低規格の軽便鉄道の場合に限られる。しかしウェリントンやその支持者たちの主張では、建設段階では需要の少ない路線であっても、狭軌ではなく標準軌で建設したほうが、将来の改良で本線鉄道網の一部とすることが容易であるため好ましいとしている。
アメリカ合衆国やイギリスではこの主張が比較的早く受け入れられたが、大陸ヨーロッパにおいては20世紀前半においても狭軌の軽便鉄道の建設が続いた。しかし自動車が普及してくると、速度や輸送力の劣る軽便鉄道は競争力を失い、多くが廃止に追い込まれた。

### 20世紀以降の傾向
20世紀に入ってからは、新たに鉄道の軌間を選択する機会そのものが稀になったこともあり、軌間の優劣に関する議論は低調になった。20世紀初めごろには日本（日本の改軌論争）や南アフリカ、オーストラリア、アメリカ合衆国などで、狭軌鉄道を標準軌に、あるいは標準軌を広軌に改軌すべきであるという議論が起こったが、オーストラリアのいくつかの狭軌鉄道が標準軌に改軌された例を除いて、いずれも実現には至っていない。ナチス・ドイツでは軌間3000 mmの超広軌鉄道「ブライトシュプールバーン」が計画されていた。
20世紀後半以降に新たに建設された鉄道では、標準軌が採用される例が多い。日本の新幹線や多数の製鉄所構内鉄道が、狭軌の在来線網とは独立した形で標準軌を選んだのがその最たるものである。またアフリカ各国やブラジル、オーストラリアでは、従来の狭軌鉄道とは別に、鉱山用や通勤用に標準軌で鉄道を新設した例がある。逆にスペインなどは在来線は広軌だが、高速列車のAVEはフランスなどとの接続を考えて、また通勤用の鉄道は車両限界をなるべく小さくして建設費用や車両新製費用を抑えるために、いずれも狭い標準軌で施設されている。こうした選択は、既に存在する技術を活用でき、車両や資材の調達もしやすいことによるものである。

## 軌間の広狭による性質
一般的に、軌間が広いほど輸送力や最高速度など鉄道の能力は高まり、逆に狭いほど建設費は安くなるとされる。ただしこれらには様々な要因があり、単純に軌間のみで決まるわけではない。また時代によりその評価は変わっており、論拠の一部は特定の時代の技術に依存したものである。

### 安定性

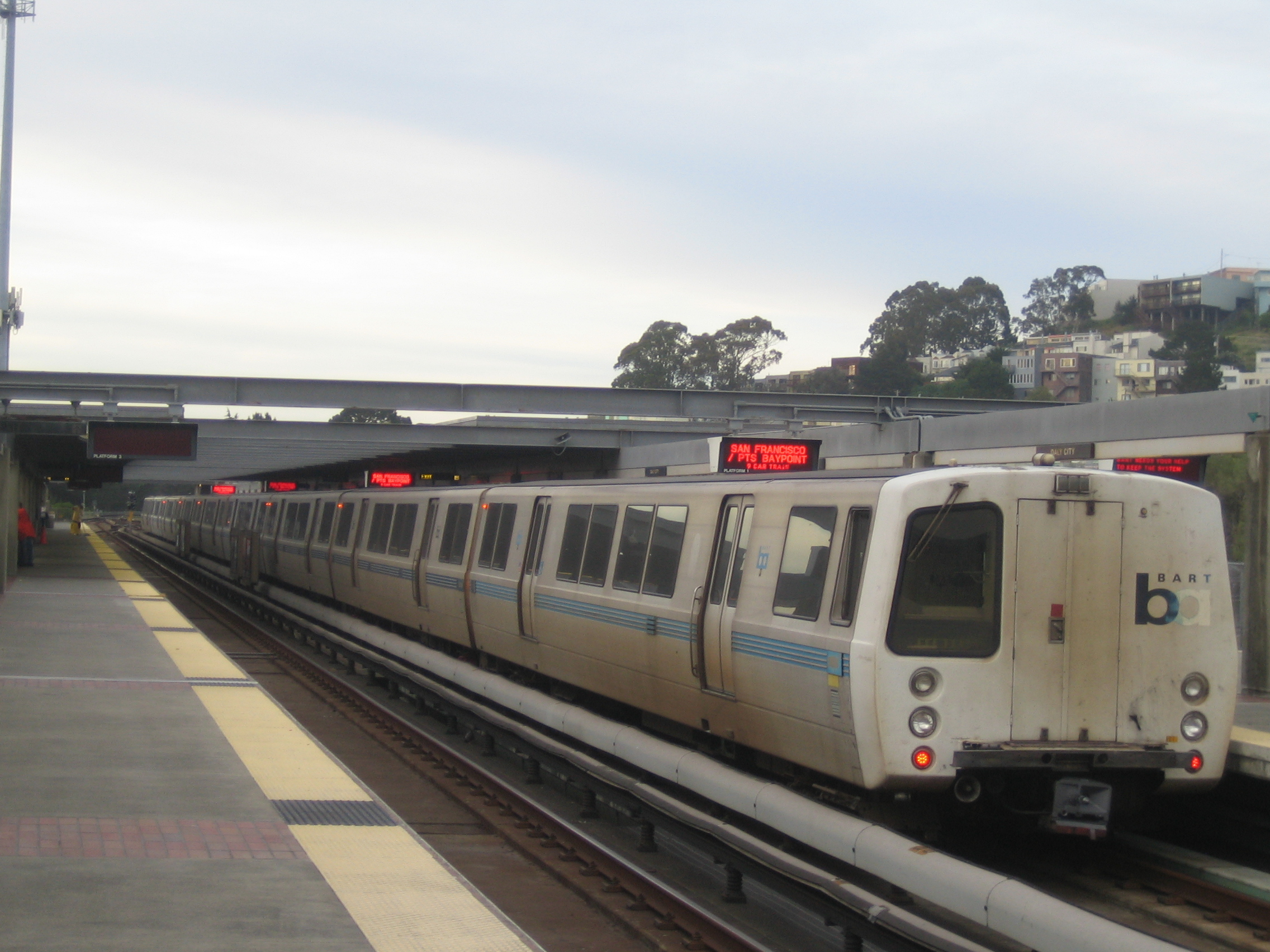
BART

鉄道車両には鉛直方向の重力のほか、横風や走行時の車両の動揺、曲線通過時の遠心力などにより横方向の力がかかっている。車両の重心からこれらの力の合力方向にひいた直線が線路面と交わる位置が、片方のレールの外側になると、車両は転覆してしまう。また、軌道の中心から軌間の6分の1以上ずれると、脱線の確率が高まることが知られている。
このため、重心の高さが同じであれば広軌のほうが横方向の力に対してより安全であるといえる。特に列車の速度が速くなるほどこうした力の影響は大きくなるため、高速運転には軌間の広いほうが適している。狭軌の場合は、横方向の力の発生を防ぐためより精度の高い保線作業が必要となる。また同程度の安定性を求めるのであれば、軌間の広いほうが重心を高くすることができ、大型の車両を用いることができる。
1850年代にインドの鉄道で広軌（1676 mm）が採用された理由のひとつとして、軌間が広いほうがサイクロンなどの強風に対して安全であるということが挙げられている。また1973年にアメリカ合衆国カリフォルニア州のサンフランシスコ・ベイエリアで開業したBARTでも、湾岸地域での横風に対する安定性を考慮して1676 mm軌間とコンクリート道床の組み合わせを採用した。

### 機関車の性能

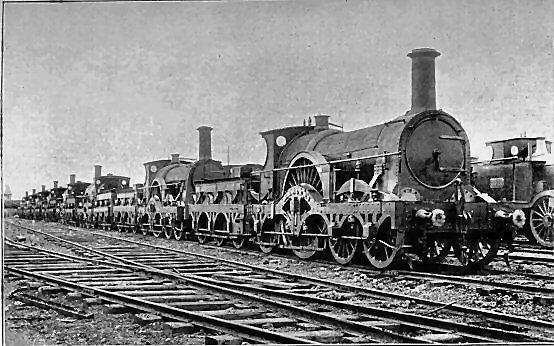
グレート・ウェスタン鉄道の広軌機関車

蒸気機関車の用いられていた時代には、軌間の広いほうが機関車の性能が高いとされていた。これは1830年代から20世紀前半に至るまで、広軌の優位性を主張する最大の根拠であった。
1830年代から40年代初頭まで、蒸気機関車のシリンダーは車輪の内側に取り付けられていた。これは、シリンダーを外側にすると蒸気が空気で冷やされて効率が落ちると考えられたこと、また機関車の車体に左右交互に力が加わるため、当時の技術ではこれに耐えられるような台枠が作れなかったことによるものである。このため、シリンダーの大きさは軌間に大きな影響を受けた。加えて、この時代の弁装置は大きく、頻繁な保守作業を必要とした。これも車輪の内側におかれたため、狭い軌間はメンテナンスが困難であるとして嫌われることになった。これ以外にもシリンダーから動輪の軸に力を伝えるクランク部分が広軌の方が広くとれるので摩耗や強度的に有利orクランクが同じ幅ならより外側にずらすことでボイラー下部と干渉しにくくなり、ボイラー高さを抑えられたり太いボイラーが使えるというメリットもあった。
ただし、1840年代半ば以降になると、車体の製造技術の向上などにより外側シリンダーの蒸気機関車が製造可能になり、シリンダーの大きさが軌間に制約されることはなくなった。むしろ外側シリンダーでは車両限界や特にボイラーの太さが同一ならば広軌の方がシリンダーをより外側につけるため、シリンダーの大きさを妨げる原因になり、イギリスの軌間問題に関する王立調査委員会は、1845年の報告で7フィート軌間のほうが4フィート8 1/2インチ軌間より機関車の性能が優れていることは認めつつ、その差は僅かであると指摘している。
一方で、軌間の広いほうが高い重心が許容されるため、火室やボイラーを大型化し、出力を向上させることができる。19世紀半ばまでは低い蒸気圧しか使えなかったため、この点は大きな差にはならなかった。しかし使用蒸気圧の増した19世紀末から20世紀であれば、軌間と蒸気機関車の性能にはより強い関係があった。20世紀初頭の段階では、狭軌の蒸気機関車は標準軌の半分程度の性能しか出せないとされていた。
1912年に日本で行われた実験では、国鉄の2120形と呼ばれたタンク機関車のグループのうち2323号機を広軌化（1067 mm→1435 mm）して、左右車輪の間に空間ができたのを利用して火室の幅を広げた所、牽引能力が上昇して1067 mm時には10 ‰勾配上で250 tの列車を引けたものが1435 mm時には350 tまで牽引可能になった。1920年代のアメリカ合衆国では、標準軌でも不十分であり、6フィート（1829 mm）などの広軌に改軌したほうがより高性能の機関車を設計できるという主張があった。
ただし、蒸気機関車でも従輪で火室を受ければ軌間を超える幅の広い火室を重心を上げずに採用できるし、ボイラーもガーラット式機関車のようにボイラーの前後に走り装置をつけて支える形式にすれば、動輪に邪魔されずナローでも太いボイラーを使うことは可能である。
一方、電動機（モーター）を動力源とする電車や電気機関車（電気式動力伝達の内燃機関動力車も含む）の場合は、通常動輪のすぐ横でモーターを軸と平行に置くので車輪直径で上下方向、軌間で左右方向の大きさに制約が生じる。この影響は電車より電気機関車、電気機関車より電気式動力伝達の内燃機関動力車の方が大きい。
このためモーターの大型化・車輪直径を抑える・狭軌の3つはすべて満たすことが難しくなり、日本の例では明治の末に国鉄が山手線で初めて電車を運行したころはモーターが50馬力だったので車輪径が客車や貨車と同じ大きさでもさほど問題はなかったが、大正3年に京浜間に100馬力の大型モーターの電車を走らせることになった際、このサイズの車輪ではモーターの下端とレール上面の隙間が構造規定を下回ってしまうため車輪径を大きくして910 mmの車輪を採用し、以後これが電車の標準になったことがある。私鉄でも小田急箱根は急勾配を理由に標準軌を採用している。

逆に路面電車など床高さを抑えるため車輪が小さくならざるを得ない車両では、狭軌になるとモーターを収める空間に余裕がなくなるため、モーターの位置を変え直角カルダン駆動方式や車体装架カルダン駆動方式などを採用したり、逆に路面電車に多い急カーブや狭小建築限界に不利とわかっていても軌道施設時に標準軌を選択する場合がある。
なお、内燃機関を機械式もしくは液体式で動力伝達をする車両の場合は、元々エンジンが車輪の間と無関係の位置にあるので軌間と出力の間に直接的な関係はほとんどない。但し内燃機関は電動機に比べて小型化が難しく、重心が高くなりがちであり、この点が蒸気機関車に似ている。

### 車両の搭載能力
貨車に貨物を搭載する場合の効率については、広軌のほうが有利であるという主張と狭軌のほうが有利であるという主張の双方が存在する。
広軌を有利とするのは、広軌のほうが重心を高くすることができるため、車体を横方向のみならず垂直方向にも大型化することができるためである。このとき（車体長を不変とした場合）床や壁の面積は軌間の1乗のオーダーで増加するが、容積は2乗のオーダーで増えるため、より効率よく貨物を積むことができる。
一方狭軌を有利とする根拠は、軌間が広いほど台車などが大きくなってしまい、運ぶべき貨物の重量に対して貨車そのものの重量が大きく効率が悪いことによる。
結論を言えば、これは貨物の比重と輸送量に影響される。農産物など比重の小さい貨物を大量に運ぶときには前者の影響が大きく、広軌のほうが有利である。一方鉱石など比重の大きな貨物を少量運ぶときは後者の影響が大きい。鉱山などの専用鉄道で狭軌が採用される例があるのはこのためである。
ただし、車体を大きくするには車両限界や建築限界（特に橋梁やトンネルの設計）、レールや路盤の強度なども関係してくるため、単純に軌間が広ければよいというわけではない。1676 mmの広軌を採用しているインドの鉄道でも、欧米の標準軌鉄道と比べて車両限界は僅かに大きい程度である。
これについては日本の鉄道院初代総裁である後藤新平も広軌化検討時に「ドイツ鉄道で現在（注：1909年）使用されている有蓋貨車は狭軌でこれは採用できる、したがって貨車においては広狭関係ない。アメリカの貨車は最も大きいが、南ア（注：南アフリカ共和国の事）のボギー貨車はこれに劣らないので貨車についてはボギーとすれば広狭同等と考える。」、「元九州鉄道の貴賓車（九州鉄道ブリル客車のこと）はイギリスよりも大きく、プロシャ（ドイツ）とほぼ同じである、したがって狭軌でも建築限界を広げれば「萬国寝台会社」サイズの客車を運転できる。」としている。

### 曲線の通過
曲線部では、外側のレールのほうが内側のレールより長くなるが、同一の曲線半径であれば軌間が狭いほどその差は小さい。このため、狭軌のほうが小さな半径の曲線を作りやすいとされている。特に山岳路線では、地形に沿うように線路を敷くことができるため、トンネルや橋梁などの高価な施設を最小限に抑えることができる。広軌論者のイザムバード・キングダム・ブルネルも、広軌の欠点としてこの点を認めており、1860年代以降の狭軌鉄道の流行においてもその最大のメリットとされていた。広軌を用いているスペインでは、曲線通過のため左右の車輪が独立して回転するタルゴ車両が開発された。
鉄道では車輪に踏面勾配を持たせることで、曲線部では外側の車輪とレールの接触部の半径が内側よりも大きくなり、外側の車輪の走行距離が内側よりも長くなって自然に曲がることができる。しかし内外の走行距離の差が踏面勾配によって吸収できないほど大きい場合には、フランジがレール側面と接触し、内外いずれかの車輪がレール上を滑ることになり、大きな摩擦を生じることになる。
一方で、鉄道車両の曲線通過能力において、軌間の違いは本質的ではないとする見解もある。
複数の車軸をもつ鉄道車両では、曲線部では車輪の向きとレールの向きが異なってしまう。この角度をアタック角といい、これが大きいほど走行抵抗が大きく、脱線の危険も高まる。アタック角は車軸の間隔に依存し、軌間とは関係ない。転向可能なボギー台車を用いることでアタック角を小さくすることができる。実際、19世紀後半のアメリカの標準軌鉄道では、ボギー台車を用いることで、同時代の二軸車主体のヨーロッパの狭軌（軽便）鉄道より小さな曲線半径を実現していた。
ボギー台車を用いたとしても、今度は車両の進行方向と台車の向きが異なるため、台車を転向させるための横圧が加わる。これは台車の中心間隔に依存する。アーサー・M・ウェリントンは1887年の著書において、車体各部の寸法がそのままで軌間のみを狭くしても、こうした曲線通過時の抵抗にはほとんど影響がなく、台車中心間隔を同時に小さくすることではじめて抵抗を減らす効果があると論じた。彼はさらに、軌間の広いほうが高重心が許容されるため、機関車や貨車の性能は同程度のまま車軸や台車の間隔を縮めることができ、曲線通過に適しているとすら述べている。ウェリントンの見解はなかなか受け入れられなかったが、例えばペルーにおいてはこの説に基づき山岳路線を標準軌で建設している。

### 下部構造
レールを支える枕木の長さや、その下のバラストの量は、軌間の大きさに直接影響される。狭軌の鉄道ほど軌道に専有される幅は狭くなる。19世紀末から20世紀前半のヨーロッパの軽便鉄道は、多くが既存の道路の端を使って敷設されたため、この点が狭軌を使用する大きな利点となった。一方、軌道を支える路盤の強度や橋梁の設計は、走らせる列車の重量（軸重）や速度によって決定され、軌間にはほとんど影響されない。
2001年に南アフリカでハウトレイン建設の際に行なわれた試算では、1 kmあたりの建設費は標準軌(1435 mm)の場合180万ランドであるのに対し、ケープ軌間（1065 mm）であれば160万ランドと見積もられた。この差は枕木とバラストによるものであり、事業全体のコストに比べればそれほど重要ではないと評価された。
なお、実際に2140 mmもの広軌を使っていたイギリスのグレート・ウェスタン鉄道では上記の問題から枕木を倹約するため、通常のレールのように枕木を並行に無数に並べ、その上に直角にレール2本を置くのではなく「レールに沿うように切れ目なく枕木を敷いて（つまり鉄のレールの下に木のレールがあるような外見）重量を分散させ、その枕木を約10フィートおきに横木で結び、ずれないように固定する。」という独特の敷き方を行っていた。

## 軌間と直通運転

### 直通の可否
一般に鉄道車両は特定の軌間に合わせて製造されている。車輪の内側にはフランジがあるため、両側の車輪のフランジの間隔より狭い軌間の線路に乗り入れることは不可能である。また軌間が大きすぎる場合にも脱線してしまう。
しかし、車輪にもレールにもある程度の幅があるため、軌間の1 %程度の差異であれば直通運転にはほとんど支障がない。フィート・インチからメートル法へ単位系の切り替えの際の考え方の違いなどで、1067 mmと1065 mm、1524 mmと1520 mmのような数ミリメートル異なる軌間が存在するが、これらは実用上は同一軌間とみなしうる。19世紀のアメリカ合衆国では、4フィート8.5インチ(1435 mm)軌間用の車両がそのまま4フィート10インチ(1475 mm)軌間の鉄道に乗り入れていた例もある。この場合、脱線の危険が増すものの、当時の安全水準からはそれほど問題とはされなかった。

### 故意の異軌間採用

#### 軍事的理由
ロシア帝国とスペインの鉄道がヨーロッパの他地域と異なり広軌を選択した理由として、ナポレオン戦争の記憶から他国に侵略された場合に鉄道を利用されることを恐れたためと説明されることがある。しかし、両国が軍事的理由で軌間を選んだとする記録は存在しない。両国とも、鉄道が開業したのは1830年代から40年代の広軌優位論が盛んであった時代であり、軌間を検討した技術者は4フィート8 1/2インチよりも広い軌間のほうが優れていると主張した。また、将来他国の4フィート8 1/2インチ軌間の鉄道と接続される可能性については軽視している。
ロシアが侵略に備えて異軌間を選んだとする説の初出は、1866年にイギリスのタイムズ紙に掲載された特派員報告で、伝聞の形で伝えている。また、ロシア交通省は1841年の報告書で、鉄道が敵に利用される可能性について、軍が退却する時に線路を破壊すればよいと記しているが、軌間の違いには言及していない。
また、他国の侵入防止目的説の最大の問題点としてこれらの国が広軌を採用している点があり、軌間は狭める方が楽であり、実際に日本が日露戦争中に満洲にあった5フィート軌間のロシアの鉄道（後の満鉄など）を改軌して3フィート6インチにしてしばらく使用していたケースがあるので、仮想敵国より軌間を狭くしないとこの目的には使用できない。
スペインにおいては、1856年にフランス国境近くの鉄道にフランス人が出資しようとしているのが国防上問題視された際に、経営者が軌間が違うため侵略に使われることはないと回答したのがおそらく初である。
また、隣国と異なる軌間を用いることは、敵に攻められた場合には有利でも、逆に攻め込む場合には不利になる。実際ロシアは露土戦争の際ルーマニア公国を経由してオスマン帝国に攻め込んだが、ルーマニアの鉄道は標準軌だったため、国境で貨物を積み替える必要が生じ兵站上の大きな問題となった。第一次世界大戦の序盤においても、ドイツ領東プロイセンに侵攻してからは鉄道を使うことができなかった。これがタンネンベルクの戦いの敗因の一つとなった。
なお、プロイセン王国においては、フランスやベルギーと同じ軌間を使うことについて、一部の高官が侵略に用いられる可能性があると反対したが、退けられている。

#### その他
鉄道会社の経営上の理由から、あえて他鉄道と異なる軌間を採用したと考えられる例は存在する。
1841年に開業したアメリカ合衆国のニューヨーク・アンド・エリー鉄道（後のエリー鉄道）は、アメリカ合衆国北東部で一般的であった4フィート8.5インチ軌間ではなく、6フィート軌間を採用した。これはエリエイザー・ロード社長の意向によるところが大きい。ロードはニューヨーク・アンド・エリー鉄道の設立にあたって、顧客が他の鉄道に逸走することのないように、同鉄道を他の鉄道と接続させないとする免許を得ていた。しかし免許条件は将来変更される可能性があるが、軌間は容易には変更できないとして、他鉄道と異なる軌間を採用した。もっとも、1845年のロード社長の退任後は、軌間の違いはむしろ経営上不利であるとして、しばしば株主から批判を受けている。
また、1853年に開業したアメリカ合衆国メイン州のポートランドとカナダのモントリオールを結ぶ鉄道は、5フィート6インチ軌間を選択した。その理由の一つが、ポートランド側の出資者の意向によるものである。ポートランド港はボストン港と競合関係にあるため、この鉄道を利用したカナダからの貨物がボストンに奪われないように、ボストン周辺の鉄道とは異なる軌間にしたのである。ただし、こうした事情はモントリオール側の出資者には無縁のことであり、広軌が技術的に優れているという当時の風潮のほうがより影響したと思われる。

## 軌間不連続点への対応
異なる軌間の鉄道が接続する地点を軌間不連続点という。通常は列車は軌間不連続点を越えて走行することはできない。これに対して様々な対処法がある。

### 乗り換え・積み換え

第一次世界大戦、西部戦線における標準軌列車から軽便鉄道への貨物の積み換え

最も簡単な対策は、軌間不連続点において旅客の乗り換え、貨物の積み換えを行なうことである。
これには特別な設備は何も必要としない。ただし、旅客の乗り換えの負担を減らすために対面乗り換えが行われることがある。貨物の場合も、異軌間の線路を並べてその間で積み換えが行えるようにすることがある。また、規格化されたコンテナ（一般的にISO 668で定められたサイズのISOコンテナ）を用いることで効率的に積み換えを行なうことができる。

### ロールワーゲン、ロールボック

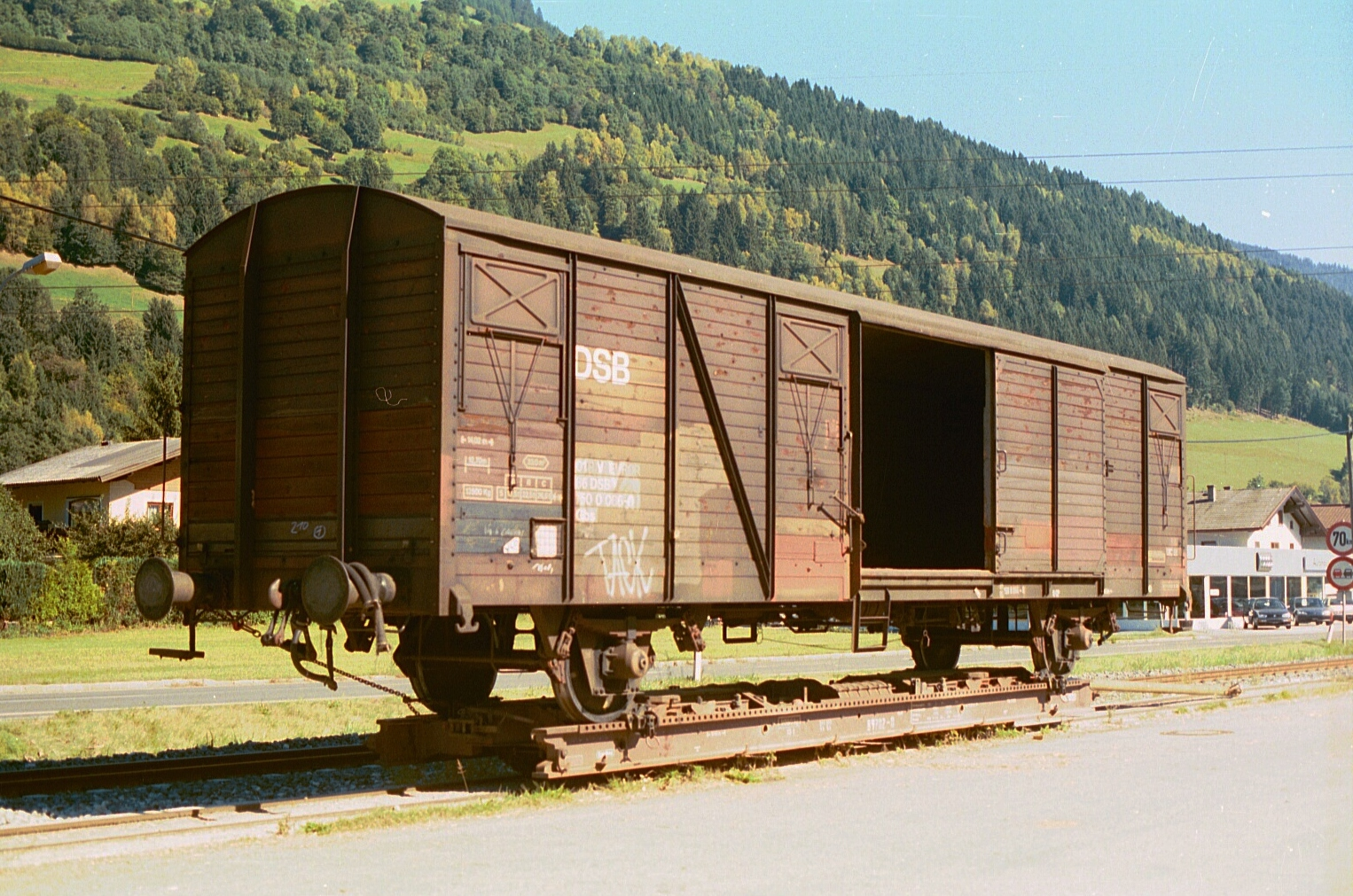
狭軌用ロールワーゲンに搭載された標準軌貨車

軌間の異なる鉄道車両を搭載するための貨車をロールワーゲンという。また輪軸部分のみを載せるようにした小さな車両をロールボックという。これらは20世紀初め頃までにヨーロッパで標準軌の貨車を狭軌の路線に直通されるために用いられるようになった。
しかし、ロールワーゲンやロールボックを使うと車両の重心が高くなってしまうため、特に標準軌の車両を狭軌線に乗り入れさせる場合には極めて不安定になってしまい、低速でしか運転できないという欠点がある。

### 輪軸・台車交換

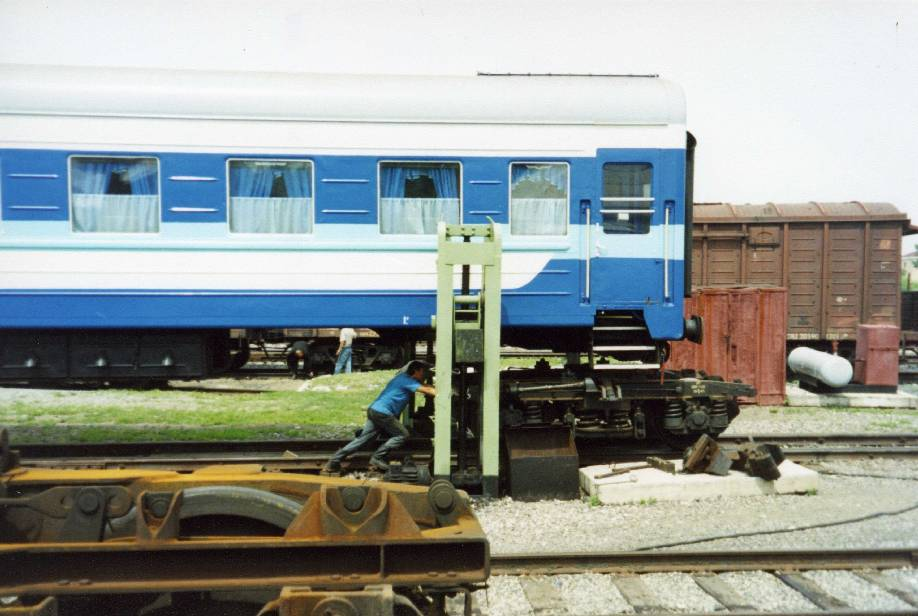
ロシア・中国国境における台車交換作業

軌間不連続点を越えて貨車や客車を直通させるため、接続駅で台車をそれぞれの軌間に対応したものに交換する。台車交換の方法には、クレーンやジャッキを使って車体を持ち上げるものと、車体の高さを固定した上でレールの側が沈み込んで台車を取り外すものがある。
1870年代の北アメリカで実用化された。現代でも旧ソビエト連邦の広軌鉄道と東ヨーロッパや中国などの標準軌鉄道の間の直通などに用いられている。日本においても、1067 mm軌間でない車両をJR在来線を介して輸送する場合などには、台車交換が行われることがある（車両輸送を参照）。近畿日本鉄道では車両検修場（五位堂検修車庫）が標準軌線内にあるため、1,067 mm軌間車両が入場する際は橿原神宮駅で仮台車に交換している。
また、台車そのものではなく輪軸のみを軌間に合わせて交換できるようにした車両も存在する。

### 軌間可変車両
原始的な軌間可変車両は1860年代のカナダで現れており、車軸上の異なる位置に車輪を固定することで、5フィート6インチ軌間と4フィート8.5インチ軌間などの異なる軌間に対応していた。しかしこの方式は信頼性に乏しかったため早期に姿を消し、台車交換に取って代わられた。
近代的な軌間可変車両は1968年に製造されたスペイン・タルゴ社のTalgoIII-RD客車が初であり、TEE「カタラン・タルゴ」として広軌のスペインと標準軌のフランスの間を直通した。その後スペインの他ポーランド、日本、ドイツで種々の方式が開発され、一部は実用化されている。

### 混合軌間

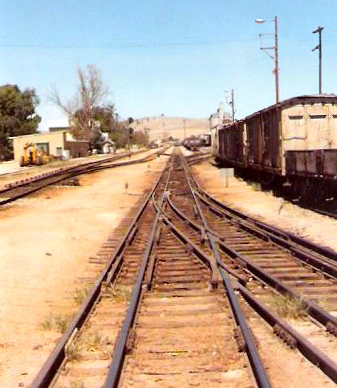
オーストラリア・グラッドストーン操車場内の四線軌条(1600 mm,1435 mm,1067 mm)

3本以上のレールを使った三線軌条（三線式）や四線軌条（四線式）により、同一の線路で2種類の軌間に対応することができる。混合軌間(mixed gauge)やデュアルゲージ(dual gauge)、軌間混合とも呼ばれる。三線軌条では片側のレールは共通であり、もう片方のレールをそれぞれの軌間に合わせて敷設する。四線軌条ではそれぞれの軌間に対して2本ずつのレールを用いる。稀ではあるが、四線軌条で3種類の軌間に対応した例もある。軌間の差が200 mm程度以下の場合には、レールが干渉してしまうため三線軌条を使うことができない。
19世紀半ばから、イギリスや北アメリカにおいて標準軌鉄道と各種の広軌の鉄道の間での直通のために用いられるようになった。現代においても世界各地で広く用いられている。
車両側には特に何も対応する必要はないが、建設や保守には余分なコストがかかる。車両側での対応による異軌間乗り入れのコストが乗り入れる車両数に依存するのに対し、混合軌間による乗り入れの場合は乗り入れる距離に依存する。このため、輸送量が多く乗り入れ距離が比較的短い場合には、混合軌間による対応が適していることになる。

## 軌間狂い
軌道は列車が走行するたびに少しずつ変形してしまう。これを軌道狂いといい、このうち軌間の所定の値（ただし曲線部では所定の軌間とスラックの和）からのずれを軌間狂いという。狂いが大きくなると乗り心地が悪くなり、さらに大きくなると脱線の危険も高まる。このため定期的に検測と保守作業を行ない、狂いが一定の範囲内に収まるようにしている。
手動による軌間狂いの検測には、軌間ゲージという器具が用いられる。また軌道検測車により走行しながら検測を行なうこともできる。
JR在来線の場合、軌間狂いの整備目標値は+6 mmから-4 mm（高速軌道検測車による動的値の場合は+10 mmから-5 mm）である。ただし分岐器のクロッシング部では、狂いが大きいと異線進入のおそれがあるため、+5 mmから-3 mmとされている。整備基準値は直線部で+14 mm（高速軌道検測車による動的値の場合は+20 mm）である。新幹線の場合は、軌道管理目標値は高速軌道検測車による測定で+6 mmから-4 mmとなる。
日本の私鉄路線において、運輸安全委員会が調査した事故のうち、2017年5月22日に発生したわたらせ渓谷鐵道脱線事故における検測車両（キヤE193系）の脱線事故を始めとして、西濃鉄道市橋線脱線事故（2016年10月6日発生・貨物列車）・紀州鉄道脱線事故（2017年1月22日発生・旅客列車）・熊本電鉄藤崎線脱線事故（2017年2月22日発生・旅客列車）の4件で同様の事故が発生したことを受けて、2018年6月28日に運輸安全委員会がこれらの事故は枕木やレール締結装置の不良（犬釘が浮いた状態になるなど）で「軌間拡大」が発生したことによると考えられると指摘している。その対応策として、コンクリート製などへの枕木の材質変更、脱線ガードや脱線防止レールの敷設が望ましく、軌道の定期検査や線路巡視による枕木やレール締結装置の適切な管理、軌道変位の状況に応じた適切な軌道整備の実施が必要としている。
鉄道車両に高速カメラを搭載させて、運行時に線路（路面）撮影する。撮影された映像をもとにして、軌間狂いを人工知能などで検出を行い、沿線の保守工事を行うことがなされている。

## 軌間の種類

世界各国の代表的な軌間

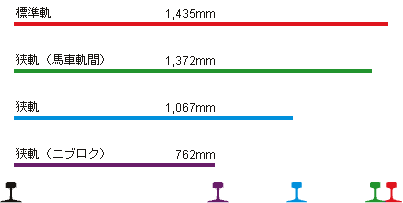
日本で利用されている主な軌間

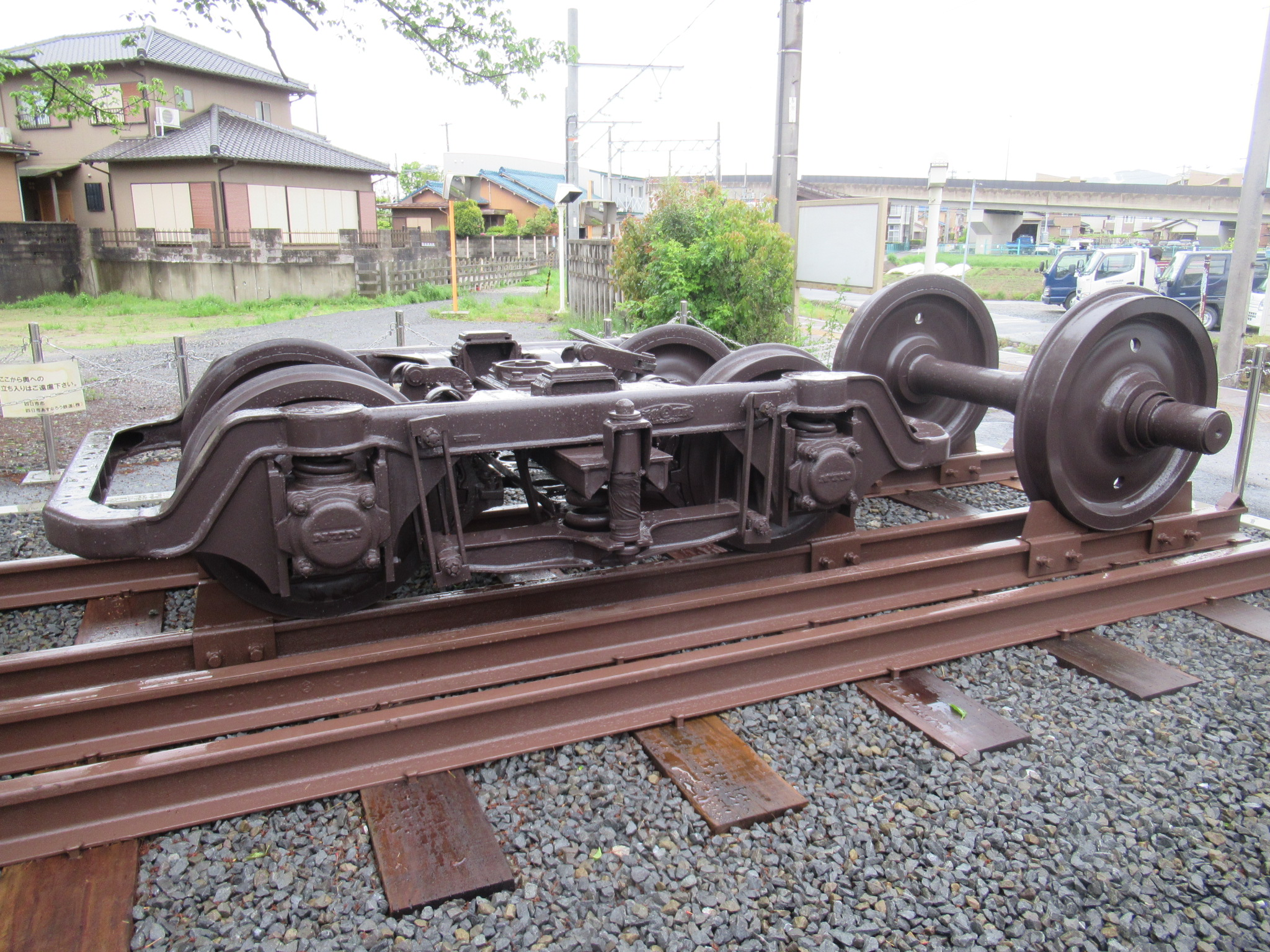
762 mmの台車と1067 mmの車軸、さらに1435 mmを加えた3軌間のレール展示（四日市あすなろう鉄道日永駅）

### 標準軌
標準軌（国際標準軌、スティーヴンソン軌間）は、1,435 mm（4 ft 8.5 in）で、ヨーロッパ（一部を除く）、北アメリカ、東アジアの大陸部などで広く用いられている。ストックトン・アンド・ダーリントン鉄道やリバプール・アンド・マンチェスター鉄道といった初期の鉄道で用いられたことがきっかけとなり、世界的に普及した。
ただし1435 mm以外の軌間が主流となっている地域では、その軌間のことを「標準軌」と呼ぶことがある。たとえば日本においては1067 mmが圧倒的多数を占める。そのため、古い資料では「1435 mm＝広軌、1067 mm＝標準軌」と記されているケースもあり、注意が必要である。この場合、京王線、函館市電などが採用する1372 mmは広軌の扱いを受けることが多い。

### 広軌
標準軌より広い軌間。「ブロードゲージ（Broad Gauge）」とも呼ばれる。19世紀半ばには広軌のほうが標準軌より優れているとの考えから、様々な広軌が実用化された。その後標準軌に改軌されたことで現存しないものも多いが、国や地域によってはそのまま地域における標準的な軌間となった。
現代の本線鉄道で用いられている軌間で最大のものは1,676 mm (5 ft 6 in)である。特殊用途の鉄道では、巨大な積載物を移動する必要性などから広軌が採用される場合もある。インクラインやレール上を移動するクレーンなどでは、極端に広い軌間が用いられることもある。
現代の普通鉄道において用いられている主な広軌は以下である。
- 1,520 mm または 1,524 mm (5 ft 0 in) - 旧ソビエト連邦各国、フィンランド、モンゴル
- 1,600 mm (5 ft 3 in) - アイルランド、オーストラリアの一部など
- 1,668 mm - スペイン（元は1672 mm）、ポルトガル（元は1665 mm）
- 1,676 mm (5 ft 6 in) - 南アジア、南アメリカの一部など

### 狭軌

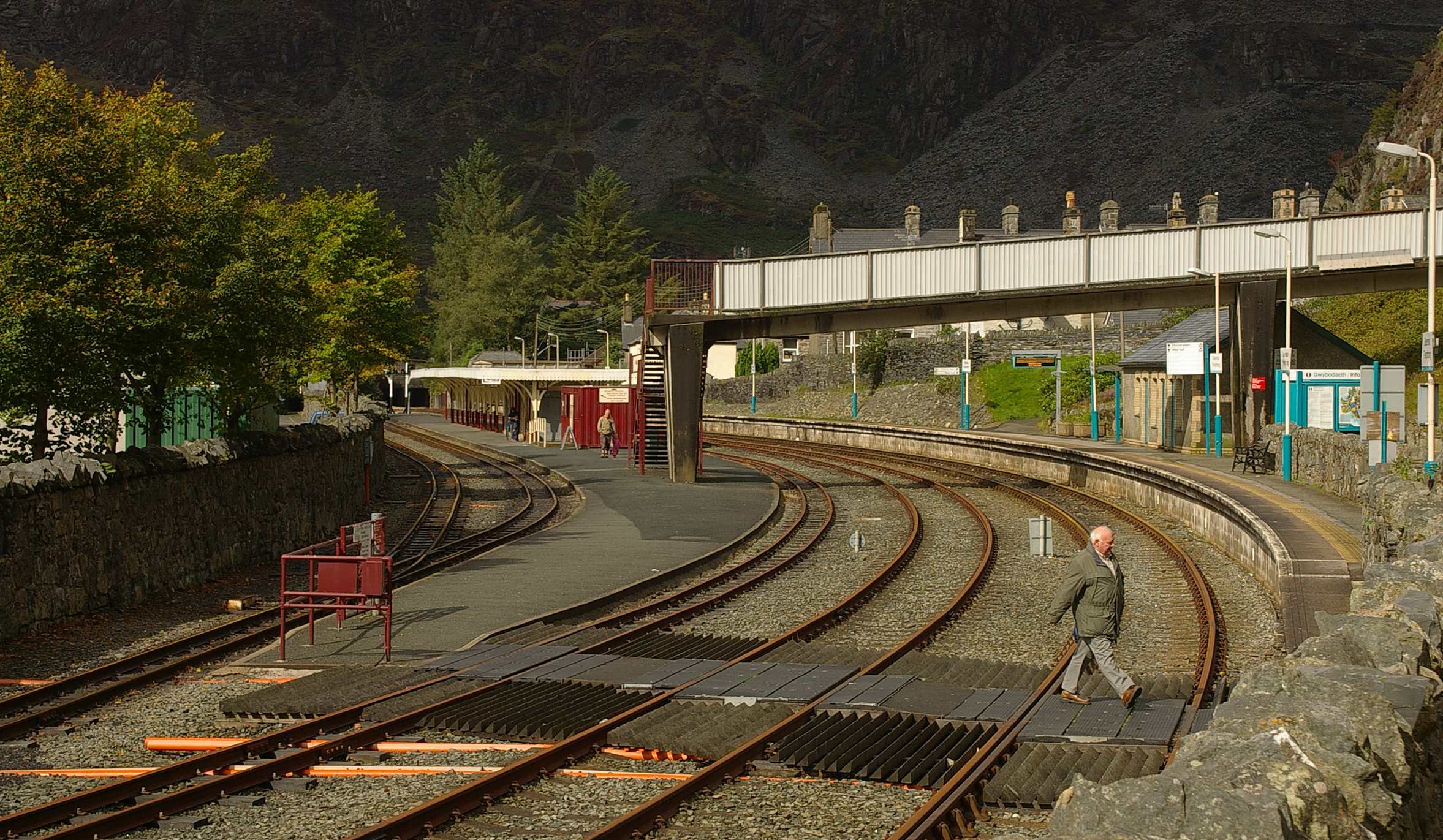
標準軌の線路（右）とフェステニオグ鉄道の狭軌(597 mm)線路（左）

標準軌より狭い軌間。「ナローゲージ (Narrow Gauge)」とも呼ばれる。国際鉄道連合の分類では、1000 mmから1067 mmまでの軌間を広義のメーターゲージとも呼ぶ。1,000 mm未満の軌間は各地に分散しており、広範囲の鉄道網は形成していない。
現代において用いられている主な狭軌は以下である。
- 1,372 mm（4 ft 6 in） - スコットランドの初期の鉄道の一部と、20世紀以降の日本の一部。
- 1,067 mm（3 ft 6 in）または1,065 mm - JR在来線、一部の私鉄・地下鉄など、台湾、フィリピン、インドネシア、南部アフリカ（ケープ軌間）、中南米の一部、オーストラリアの一部、ニュージーランド。
- 1,000 mm（メーターゲージ） - 東南アジア（大陸部分）、アフリカ、南アメリカの一部。ヨーロッパ（ドイツ、スイスなど）の地方鉄道など。
- 0914 mm（3 ft） - かつてのアメリカ合衆国の狭軌鉄道、中南米の一部の鉄道。
- 0762 mm（2 ft 6 in）または760 mm - 世界の多くの軽便鉄道。日本で「軽便」「ナローゲージ」「特殊狭軌」と呼ばれる鉄道の多くがこの軌間である。
- 0610 mm（2 ft）、600 mmなど - 軽便鉄道

営業用の鉄道として認知されているもののうちで、最小の軌間はイギリスの Mull and West Highland Railway （1983年 - 2010年、2011年 5月 - 9月 ）と Wells and Walsingham Light Railway の260 mm である。このほか 311 mm, 381 mm (15 in), 500 mm などの軌間も存在する。日本では法制上は鉄道とはされていないが、伊豆修善寺の「虹の郷」園内の虹の郷ロムニー鉄道が381 mm軌間である。
三重県の桑名駅付近に、762 mmの三岐鉄道北勢線、1067 mmの関西本線、1435 mmの近鉄名古屋線と、異なる3種の軌間を渡る踏切がある。
ここまでが、実際の交通機関（輸送手段）として使われている（または過去に使われた）軌間である。これより狭いものはライブスチーム（イベントなどのミニSLなど）による庭園鉄道や、鉄道模型などで使われる。
- 190.5 mm - 7 1/2インチゲージ
- 127.0 mm - 5インチゲージ
- 089.0 mm - 3 1/2インチゲージ
- 045.0 mm - 1番ゲージ、Gゲージ
- 032.0 mm - Oゲージ
- 016.5 mm - HOゲージ、OOゲージ
- 009.0 mm - Nゲージ
- 006.5 mm - Zゲージ
- 003.0 mm - Tゲージ